# Rudolf Faukner
Rudolf Faukner (12. prosince 1889, Praha – 11. června 1971,tamtéž) byl český učitel, ředitel školy, vydavatel časopisů a spisovatel. Použil i pseudonym R. V. Fauchar pro vědeckofantastické romány psané s Čeňkem Charousem. Byl jedním z prvních českých autorů sci-fi literatury. Napsal také řadu odborných prací z oblasti elektrotechniky.

## Životopis
Byl ředitelem měšťanské a průmyslové školy v Praze 1. V Sadské u Poděbrad vydával v letech 1924 až 1941 časopisy Laboratoř a Radiolaboratoř KNN a dále v letech 1930–1931 časopis Svět práce.
V letech 1922–1931 redigoval knižnici Knihovna nových názorů a v období let 1939–1940 Knihovnu Laboratoře. Po svém prvním SF románu s detektivní zápletkou se odmlčel na 23 let, pak se k románové tvorbě vrátil.
Napsal řadu vědeckofantastických románů sám, či společně s Čeňkem Charousem. Pro tyto společné romány použili společný pseudonym R. V. Fauchar. Dále byl autorem řady povídek a článků s různou, tedy i odbornou tematikou.

### Samostatné práce
- Gill Fox (1923), vědeckofantastický román obsahující detektivní příběh o pátrání po geniálním zločinci Gill Foxovi odehrávající se v severní Africe budoucnosti, v níž byla zavodněna saharská poušť.
- Explorer III (1948), utopický román z atomového věku s ilustracemi Kamila Lhotáka pojednávající o vypuštění stratosférického balónu s uranovými vzorky, jehož cílem je ověření teorie o vesmírném požáru, který způsobuje vzplanutí supernov.
- Zaspal jsem století (1953), sci-fi povídka vyšlá v časopise Mladý technik.

### Pod pseudonymem R. V. Fauchar
Jedná se o jedny z prvních českých vědeckofantastických románů. Vyznačují se však přemírou do děje neústrojně zařazovaných technických detailů, nepravděpodobností zápletek, absencí psychologie hrdinů a vírou v komunistickou budoucnost lidstva.
- Himálajský tunel (1946), román o pokusu sovětského poručíka Bogutina provrtat skrz Himálaje tunel pro železniční trať, přičemž budovatelé musí bojovat s reakčními i fašistickými skupinami.
- Narovnaná zeměkoule (1946), román o snaze narovnat zemskou osu pomocí řízených atomových výbuchů, což by mělo způsobit na Zemi příznivější podnebí.
- Záhada roku 2345 (1946), nová verze románu Gill Fox o hledání geniálního zločince Gilla Foxe
- Kdo byl Sattrech? (1947), spíše detektivní román pojednávající o pašování plánů ruského vynálezu atomové bomby.
- Ural-uran 235 (1947), román o výzkumech mírového využití atomové energie, které probíhají na Urale a které jsou narušovány západními špiony.

### Populárně naučné a odborné práce
Následující seznam je výborem z autorových populárně naučných a odborných prací. Kromě zde uvedených je Faukner autorem mnoha propagandistických statí oslavujících sovětskou vědu a její úspěchy (například V čem je sovětská technika první na světě, Vítězné sovětské letectvo a astronautika, Sovětský svaz dobývá vesmír a další).
- Suggesce a hypnotismus ve světle pravdy (1920).
- Podrobný návod k sensačním telepatickým pokusům (1920).
- Sugesce a láska (1923), řešení konfliktu pohlavního pudu a morálky.
- Radiopraktikum (1929).
- Moderní fysika (1939), mechanika, vlnění, thermika, elektřina a magnetismus, atomistika.
- Příručka elektrotechnického kroužku (1952).
- Fysikální pokusy (1956), příručka fysikálního kroužku.
- Medziplanetárne lety (1957), ve slovenském překladu.
- Družice vo vesmíre (1957), ve slovenském překladu.
- Kdyby přišli Marťané, aneb, Průvodce po zeměkouli pro návštěvníky z vesmíru (1958), společně s Vladimírem Babulou.
- Voda a človek (1962), ve slovenském překladu.